# Болдино (Островский район)
Болдино — деревня в Островском районе Псковской области. Входит в состав Воронцовской волости.
Расположена в 24 км к востоку от города Остров и в 1 км к северу от волостного центра, села Воронцово.
Численность населения деревни по состоянию на 2000 год составляет 14 жителей.